# Metelwin
Metelwin je knjižničarski program za upravljanje knjižnicama. Upotrebljava se u velikom broju knjižnica u Hrvatskoj i susjednim državama. Najzastupljeniji je knjižnični program u regiji. Razvija se od 1993. godine. Danas se njime služi preko tisuću knjižnica. U zajedničkom OPAC-u je zasad više od dva milijuna naslova i preko petnaest milijuna svezaka. Program potpuno integrira digitalnu knjižnicu i standardni OPAC. Program ima podršku za LDAP i NLM. Ispisi se mogu izvesti u PDF, Word, OpenOffice, Excel, HTML, XML. 
METELwin je i skupni katalog narodnih, školskih, specijalnih i visokoškolskih knjižnica. Metelwin je dio Metelgrada.

## Vanjske poveznice
- GISKO Katalozi u Hrvatskoj